# Chiesa di San Martino (Palanzano, Ruzzano)
La chiesa di San Martino è un luogo di culto cattolico dalle forme neoclassiche, situato in strada della Chiesa a Ruzzano, frazione di Palanzano, in provincia e diocesi di Parma; è sede di una parrocchia compresa nella zona pastorale della Montagna.

## Storia
Il luogo di culto originario fu eretto in epoca medievale; la più antica testimonianza della sua esistenza risale al 1230, quando la Capelle de Rozano fu menzionata nel Capitulum seu Rotulus Decimarum della diocesi di Parma tra le dipendenze della pieve di Scurano.
Nel Regesto antico del 1494 comparve per la prima volta la dedicazione del tempio a san Martino.
La chiesa fu ricostruita probabilmente nel 1514, quando la famiglia Bonomelli ne ottenne il diritto di patronato, e nel 1564 fu elevata a sede parrocchiale autonoma.
Tra il 1780 e il 1800 il tempio fu modificato con la ricostruzione della facciata in stile neoclassico.
Tra il 1900 e il 1920 il luogo di culto fu sottoposto ad alcuni lavori di restauro, che riguardarono in particolare il prospetto principale; altri interventi furono eseguiti intorno alla metà del XX secolo.

## Descrizione

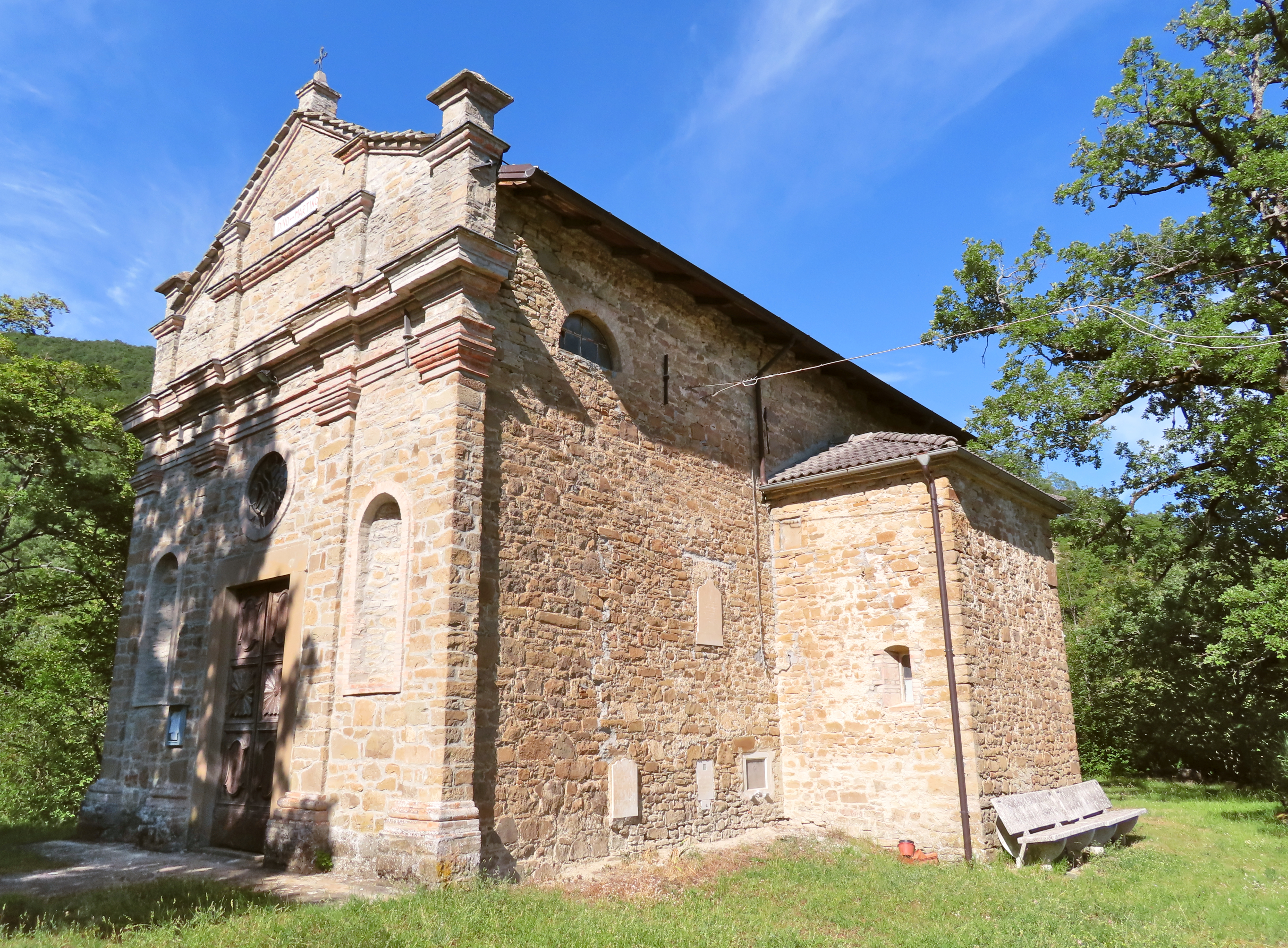
Facciata e lato sud

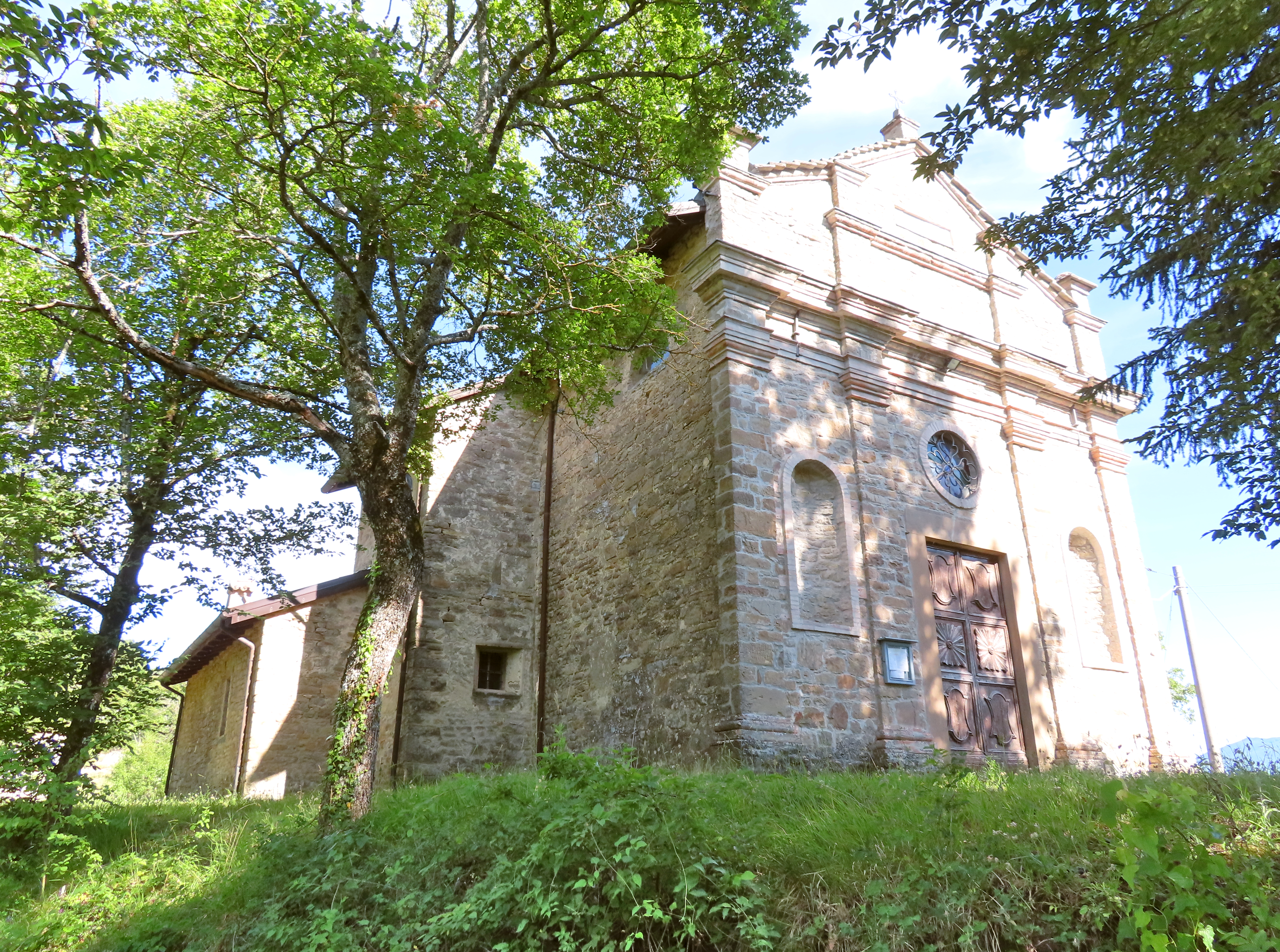
Facciata e lato nord

La chiesa si sviluppa su un impianto a navata unica affiancata da una cappella per lato, con ingresso a ovest e presbiterio a est.
La simmetrica facciata a capanna, interamente rivestita in pietra come il resto dell'edificio, è suddivisa orizzontalmente in due parti da una trabeazione. Inferiormente lo spazio è tripartito da quattro lesene doriche; nel mezzo è collocato l'ampio portale d'ingresso, delimitato da una cornice in arenaria e sormontato da un oculo, mentre ai lati si trovano due nicchie ad arco a tutto sesto. Superiormente si elevano quattro lesene doriche in continuità con quelle sottostanti; le due centrali sorreggono una fascia marcapiano, sopra alla quale si ergono altre due lesene doriche, mentre nel mezzo si staglia un'epigrafe marmorea col testo Divo Martinus; a coronamento si innalzano due pilastrini alle estremità e una croce sul culmine.
Dai fianchi aggettano i bassi volumi delle cappelle laterali e, sul fondo sulla sinistra, della sagrestia.
All'interno la navata intonacata, coperta da una volta a botte lunettata, è scandita lateralmente da una serie di lesene doriche, a sostegno del cornicione perimetrale modanato in aggetto; dai fianchi le due cappelle contrapposte, chiuse superiormente da volte a botte, si affacciano sull'aula attraverso ampie arcate a tutto sesto.
Il presbiterio, lievemente sopraelevato, è preceduto dall'arco trionfale in mattoni; l'ambiente, rivestito in pietra sulle pareti e coperto da una volta a botte lunettata intonacata, accoglie l'altare maggiore a mensa in arenaria, aggiunto intorno al 1990.